# Espírito Indomável
Espírito Indomável é uma telenovela portuguesa produzida pela Plural Entertainment. Foi transmitida originalmente pela TVI entre 31 de maio de 2010 e 15 de maio de 2011, substituindo Sentimentos e sendo substituída por Remédio Santo.
É da autoria de Sandra Santos, escrita com Andreia Vicente, Cláudia Marques e Irina Gomes, da Casa da Criação. A direcção esteve a cargo de Hugo de Sousa e António Borges Correia.
É protagonizada por Vera Kolodzig, Diogo Amaral, Luís Esparteiro, Sofia Nicholson e António Capelo.

## Sinopse
Rodrigo Monteiro Castro (Nuno Pardal) emigra juntamente com o seu melhor amigo Joaquim Figueira (Hugo Sequeira) para o Uruguai, à procura de melhores condições de vida. Ambos fazem fortuna, mas a desonestidade de Rodrigo faz com que se inicie uma guerra entre ambos, que piora quando o Monteiro Castro, descobre que a sua mulher Teresa (Catarina Wallenstein), tem um caso com Joaquim. Teresa decide fugir com os 3 filhos e depois de Joaquim a convencer a ir com ela, uma tragédia acontece, quando Rodrigo persegue o carro de ambos e este acaba por cair ao rio, a filha de dois anos de Teresa e Rodrigo desaparece e é dada como morta, o seu nome era Constança Monteiro Castro.
Nesse dia, Beatriz (Teresa Macedo), mulher de Joaquim decide regressar a Lisboa, levando consigo os filhos mais novos, Rafael, de 3 anos, e Joana, ainda bebé. Joaquim fica no Uruguai com o filho mais velho do casal, Júnior. Mais tarde acolhe em sua casa Herminia (Rita Ruaz) e os seus filhos, Hugo e Zé.
Passado 20 anos, Júnior (Gustavo Santos) é apaixonado por Zé (Vera Kolodzig), uma jovem selvagem e de espírito indomável. Este é assassinado num tiroteio, e Joaquim (António Capelo) tem a certeza que o sucedido foi obra de Rodrigo (Luís Esparteiro), que regressara para se vingar. Joaquim decide ir para Portugal para vingar a morte do filho, e destruir Rodrigo. Rafael (Diogo Amaral) vai para a herdade onde se apaixona por Zé.
João Monteiro Castro (João Catarré) que, por sua vez, foi adoptado pelos pais verdadeiros de Zé, é outro dos seus pretendentes. Mais tarde, Herminia (Maria D'Aires) acaba por revelar que Zé é a Constança Monteiro Castro e que a retirou daquele rio à 20 anos atrás. Quando descobre que Constança afinal está viva, João não descansa enquanto não conquistar o seu coração, pois assim conseguirá parte da herança. Mas não são só Rafael e João os únicos pretendentes ao coração de Zé. Quem também vai querer conquistar coração de Zé é Hugo (Tiago Aldeia), filho de Hermínia e irmão adotivo de Zé, que sempre a amou de forma não fraternal e quando a mãe revela a verdadeira identidade de Zé, vai fazer de tudo para afastar os dois rivais do seu caminho.
Teresa (Sofia Nicholson) sofre de depressão e vive traumatizada com culpa da morte da filha. Quando Joaquim regressa a Coruche, o amor entre ambos renasce, fazendo com esta sofra ainda mais nas mãos do marido, que a mal trata.
Quando Joana (Mariana Monteiro) vai para a Herdade, para se tentar aproximar do pai, acaba por se apaixonar por Eduardo (Afonso Pimentel), o filho da família rival. Este amor inicialmente não será aceite por nenhuma das famílias, pois Joaquim acha que Eduardo está a mando do pai para seduzir Joana, e Rodrigo não quer que nenhum Monteiro Castro se envolva com nenhum Figueira. Eduardo é melhor amigo de Lourenço (Rui Luís Brás) a quem conta tudo, e que por sua vez tem uma paixão por Catarina (Melânia Gomes), e acaba por ter uma filha com ela. Mas quando a ex-namorada, Glória (Maria João Abreu) regressa ambos retomam a relação, e Catarina começa a namorar com Alexandre (Pedro Górgia), co-proprietário do café de que é dona.

## Elenco
| Ator/Atriz           | Personagem                                        |
| -------------------- | ------------------------------------------------- |
| Vera Kolodzig        | Maria José «Zé» Gomes / Constança Monteiro Castro |
| Diogo Amaral         | Rafael Figueira                                   |
| Luís Esparteiro      | Rodrigo Monteiro Castro                           |
| Sofia Nicholson      | Teresa Monteiro Castro                            |
| António Capelo       | Joaquim Figueira                                  |
| Ana Padrão           | Beatriz Figueira                                  |
| Mariana Monteiro     | Joana Figueira                                    |
| João Catarré         | João Monteiro Castro                              |
| Afonso Pimentel      | Eduardo Monteiro Castro                           |
| Adriano Luz          | Ambrósio Ramos                                    |
| Maria João Abreu (†) | Glória Duarte                                     |
| José Raposo          | Rogério Meireles                                  |
| Carla Andrino        | Josefa «Zefa» Ramos                               |
| Pedro Lima (†)       | Tristão Moreno                                    |
| Maria D'Aires        | Hermínia Gomes                                    |
| Luísa Cruz           | Mariana «Mimi» Meireles                           |
| Rui Luís Brás        | Lourenço Matias                                   |
| Pedro Górgia         | Alexandre Proença                                 |
| Sara Prata           | Susana Meireles                                   |
| Angélico Vieira (†)  | Simão Teixeira                                    |
| Sara Barradas        | Cláudia Ramos                                     |
| Martinho Silva       | Nuno Sacramento                                   |
| Ruth Teixeira        | Mónica Machado                                    |
| Catarina Gouveia     | Julieta «Ju» Papança                              |
| Pedro Ferreira       | Bruno Ribeiro                                     |
| Pedro Macedo         | Cristiano «Cris» Ribeiro                          |
| Liliana Santos       | Cristina «Tininha» Dias                           |
| Tiago Aldeia         | Hugo Gomes                                        |
| Melânia Gomes        | Catarina Machado                                  |
| Marta Andrino        | Elisabete «Beta» Ramos                            |

### Participação especial
| Ator/Atriz     | Personagem              |
| -------------- | ----------------------- |
| Gustavo Santos | Joaquim Figueira Júnior |

### Elenco infantil
| Ator/Atriz       | Personagem              |
| ---------------- | ----------------------- |
| Beatriz Figueira | Jéssica Ribeiro         |
| Pedro Valério    | Francisco «Chico» Ramos |

### Elenco adicional
| Ator/Atriz           | Personagem                        |
| -------------------- | --------------------------------- |
| Maria Simões         | Adelaide Silva                    |
| Santiago Romero      | Manuel Passarinho                 |
| Isabel Simões        | Emília Flores                     |
| Mafalda Teixeira     | Olga Torres «Torv»                |
| Luís Gaspar          | David                             |
| Nuno Pardal          | Rodrigo Monteiro Castro (jovem)   |
| Catarina Wallenstein | Teresa Monteiro Castro (jovem)    |
| Hugo Sequeira        | Joaquim Figueira (jovem)          |
| Teresa Macedo        | Beatriz Figueira (jovem)          |
| Rita Ruaz            | Hermínia Gomes (jovem)            |
| Francisco Magalhães  | João Monteiro Castro (criança)    |
| Vasco Magalhães      | Joaquim Figueira Júnior (criança) |

## Banda sonora

### CD1
| N.º | Título                    | Música                          | Personagem       | Duração |  |
| 1.  | "Grita, Sente"            | Diana Basto                     | Genérico         |         |  |
| 2.  | "Não Desistas de Mim"     | Pedro Abrunhosa & Comité Caviar | Joana e Eduardo  |         |  |
| 3.  | "O Amor é Mágico"         | Expensive Soul                  | Susana e Tristão |         |  |
| 4.  | "You´ve Got The Love"     | Florence + The Machine          | Zé               |         |  |
| 5.  | "O Bom, o Mau e o Pior"   | Dr. Estranho Amor               | Rafael           |         |  |
| 6.  | "Love This Girl"          | Raphael Saadiq                  |                  |         |  |
| 7.  | "Vaga Sombra"             | Slide                           |                  |         |  |
| 8.  | "O Homem do Campo"        | Jorge Vadio                     | Tristão          |         |  |
| 9.  | "Porquê Só Ela"           | UHF                             |                  |         |  |
| 10. | "Tudo o Que Precisamos"   | Oioai                           |                  |         |  |
| 11. | "Cabra Cega"              | Cazino                          |                  |         |  |
| 12. | "Amei-te Como Nunca Amei" | Helena Brazão                   |                  |         |  |
| 13. | "Preciso de Ti (Agora)"   | Rita Guerra                     | Teresa & Joaquim |         |  |
| 14. | "Chama de Mil Cores"      | João Lum                        |                  |         |  |
| 15. | "Menina Princesa"         | Virgem Suta                     | Susana e Tristão |         |  |
| 16. | "À Beira Mar"             | Os Tornados                     |                  |         |  |
| 17. | "Junebug"                 | Robert Francis                  |                  |         |  |

### CD2
| N.º | Título                                               | Música          | Personagem              | Duração |  |
| 1.  | "Unforgetable"                                       | Phil            | Mimi e Rogério          |         |  |
| 2.  | "Angie"                                              | Michelle        | Zé e Rafael             |         |  |
| 3.  | "Tão Perto de Ti (Para te Guardar)" ((Blindfold))    | Luísa Silva     | Cláudia e inspetor Nuno |         |  |
| 4.  | "Feeling Good"                                       | Phil            |                         |         |  |
| 5.  | "Amor Perfeito" ((Can´t Take My Eyes Off You))       | Cátia Tavares   | Elisabete e Cris        |         |  |
| 6.  | "Princípio e Meu Fim" ((Can´t Help Falling In Love)) | Pedro Vaz       | Glória e Lourenço       |         |  |
| 7.  | "Não Me Rendo" ((I´d Rather Go Blind))               | Kátia Moreira   | Zé                      |         |  |
| 8.  | "Iko Iko"                                            | Manuel Trindade |                         |         |  |
| 9.  | "Eu Quero Mais Para Mim" ((World Looking In))        | Luísa Silva     |                         |         |  |
| 10. | "Vivo Por Ti" ((Behind Blue Eyes))                   | Hugo Piló       | hugo                    |         |  |

## Locais de filmagens
- Coruche - Herdade da Agolada de Cima e Largo da G.N.R.
- Porto Alegre, Brasil - Na novela estas gravações foram usadas como sendo o Uruguai.
- Lisboa

## Audiência
Na sua estreia, que aconteceu num domingo a 30 de maio, Espírito Indomável teve 12,9% de audiência média e 37,7% de share, alcançando no primeiro mês (até 3 de julho) 13,2% de audiência média e 37,9% de share.
O melhor registo foi a 11 de Fevereiro de 2011, com 18,9% de audiência média e 46,6% de share. O último episódio, transmitido em 15 de Maio de 2011, obteve 17,4% de audiência média e o melhor share de sempre da novela, 59,8% de share. A novela teve 14,0% e 38,3% de média final.

## Audiência (2017) / (2018)
A repetição da novela "Espírito Indomável" foi a aposta da TVI para as tardes durante cerca de um ano e meio. Com quase 400 episódios, obteve uma média de 342 mil espectadores (3,6% de rating) e 20,5% de share. A sua estreia, transmitida a 3 de abril de 2017, foi vista por 380 mil espectadores e o final, transmitido a 2 de novembro, foi visto por 418 mil espectadores. Tanto o episódio mais visto, como o menos visto, foram transmitidos em 2018: o mais visto logo a 2 de janeiro, visto por 532 mil espectadores, e o menos visto a 8 de outubro, com cerca de 200 mil espectadores (que coincide também com o pior valor em share). O melhor valor em share foi registado a 18 e 23 de outubro de 2018: ambos com 25,8% de share.
A novela teve vários altos e baixos ao longo da sua transmissão. Em share, depois de ter registado o 2º pior resultado em média, em agosto deste ano, subiu continuamente, atingindo o seu 2º melhor resultado em share no mês de outubro. O pior mês da novela em share foi em abril de 2018, com apenas 17,9% de share em média. Em rating, o seu pior resultado ocorreu em maio de 2018, onde obteve apenas 2,7% de rating (a única vez que obteve um resultado abaixo dos 3% de rating). O melhor resultado foi em julho de 2017, com 4,4% de rating.

## Transmissão
Foi reposta pelo canal TVI Ficção entre 15 de outubro de 2012 e 23 de outubro de 2013 inaugurando o horário e sendo substituída por Mar de Paixão. Foi a primeira novela exibida no canal.
Foi novamente reposta pelo canal TVI Ficção entre 19 de fevereiro de 2016 e 26 de agosto de 2016 substituindo Tempo de Viver e sendo substituída por Feitiço de Amor.
A telenovela foi reexibida entre 3 de abril de 2017 e 2 de novembro de 2018, ao longo de 389 episódios, ao início da tarde, na TVI, substituindo Deixa que Te Leve e sendo substituída por Remédio Santo. Tratou-se da primeira telenovela da década de 2010 a ser reemitida neste horário. Adicionalmente, Espírito Indomável inaugurou as transmissões em 16:9 nesta faixa horária.
Devido à pandemia de COVID-19 e com as produções de ficção canceladas, a TVI decidiu avançar com uma edição especial em série e em HD de Espírito Indomável com 90 episódios previstos e com o título de Espírito Indomável - A Série ou Espírito Indomável - Edição Especial para substituir Na Corda Bamba estreando a 18 de maio de 2020 e acabando a 12 de setembro de 2020, sendo substituída por Amar Demais. Com o sucesso da mesma, que conseguia liderar frente a Amor de Mãe (exibida às 23h20 na SIC) os episódios começaram a ser esticados até perto da 01h e a edição especial ganhou mais um dia de emissão (sábados). Todas estas mudanças fizeram com que Espírito Indomável - A Série terminasse com mais episódios do que o previsto.
Na TVI Ficção voltou a ser exibida, desde 13 de março de 2021, no lugar de Onde Está Elisa?. De notar que a versão transmitida desta vez foi A Série/Edição Especial, emitida no ano transato na TVI generalista.
Em 2025, voltou a ser retransmitida desta vez no canal V+ TVI.
| País     | Canal      | Título adaptado                             | Estreia                 | Final                  | Episódios | Horário                                        |
| -------- | ---------- | ------------------------------------------- | ----------------------- | ---------------------- | --------- | ---------------------------------------------- |
| Portugal | TVI        | Espírito Indomável                          | 31 de maio de 2010      | 15 de maio de 2011     | 301       | —                                              |
| Portugal | TVI Ficção | Espírito Indomável                          | 15 de outubro de 2012   | 23 de outubro de 2013  | —         | —                                              |
| Portugal | TVI Ficção | Espírito Indomável                          | 19 de fevereiro de 2016 | 26 de agosto de 2016   | —         | —                                              |
| Portugal | TVI        | Espírito Indomável                          | 3 de abril de 2017      | 2 de novembro de 2018  | 389       | Segunda a sexta, às 15h45                      |
| Portugal | TVI        | Espírito Indomável: A Série                 | 18 de maio de 2020      | 12 de setembro de 2020 | 99        | Segunda a Sábado, às 22h40                     |
| Portugal | TVI        | Espírito Indomável: Edição Especial         | 18 de maio de 2020      | 12 de setembro de 2020 | 99        | Segunda a Sábado, às 22h40                     |
| Portugal | TVI Ficção | Espírito Indomável: A Série/Edição Especial | 13 de março de 2021     | 22 de Maio de 2021     | 130       | Segunda a Sábado, ás 06h30, ás 17h00 e á 00h30 |

## Adaptação
Está sendo preparada uma versão mexicana chamada Nadie como tú, produzida pelas empresas TelevisaUnivision que estreará em agosto de 2023 com a participação principal de Karla Esquivel como sua primeira protagonista, Brandon Peniche e Eduardo Santamarina como o vilão.